# Nhân Tuyên Vương hậu
Nhân Tuyên Vương hậu (chữ Hán: 仁宣王后; Hangul: 인선왕후; 9 tháng 2 năm 1619 - 19 tháng 3 năm 1674) hay còn gọi Hiếu Túc Đại phi (孝肅大妃), là Vương phi của Triều Tiên Hiếu Tông, vị quân chủ thứ 17 của nhà Triều Tiên. Bà là mẹ của Triều Tiên Hiển Tông, vị vua kế nhiệm.

## Cuộc đời
Xuất thân từ Đức Thủy Trương thị (德水張氏), sinh ngày 25 tháng 12 (âm lịch) năm Quang Hải Quân thứ 10 (1618), bà là con gái của Tân Phong Phủ viện quân Trương Duy (張維) và Vĩnh Gia Phủ phu nhân An Đông Kim thị (安東金氏).
Năm Triều Tiên Nhân Tổ thứ 9 (1631), bà thành hôn với Phụng Lâm đại quân Lý Hạo, tước hiệu là Phong An Phủ phu nhân (豐安府夫人). Năm thứ 23 (1645), Chiêu Hiến Thế tử bất hạnh qua đời, Phụng Lâm đại quân vì thế trở thành Vương thế tử, còn bà cũng trở thành Vương thế tử tần.
Năm thứ 27 (1649), Nhân Tổ đại vương thăng hà, Thế tử kế vị, tức Triều Tiên Hiếu Tông, Thế tử tần Trương thị cũng trở thành Vương phi. Hiển Tông kế vị, tôn làm Vương đại phi. Năm Hiển Tông thứ 2 (1661), tôn hiệu Hiếu Túc Vương đại phi (孝肅王大妃).
Năm thứ 15 (1674), ngày 23 tháng 2 (âm lịch), Hiếu Túc Đại phi Trương thị qua đời ở Hội Tường điện (會祥殿) của Khánh Đức cung (慶德宮), hưởng thọ 57 tuổi. Thụy hiệu là Hiếu Túc Kính Liệt Minh Hiến Nhân Tuyên vương hậu (孝肅敬烈明獻仁宣王后), an táng ở Ninh lăng (寧陵).

## Gia tộc
- Tổ phụ: Trương Vân Dực (張雲翼, 1561~1599), Hình Tào Phán thư, tặng Lãnh nghị chính, tước Đức Thủy Phủ viện quân (德水府院君), thụy Trinh Mẫn công (貞敏公).
- Tổ mẫu: Mật Dương Phác thị (密陽朴氏, ?~1632), con gái của tặng Tả tán thành, Mật Xuyên quân, thụy Trung Tĩnh công Phác Sùng Nguyên (朴崇元, 1532∼1593).
  - Thân phụ: Trương Duy (張維, 1587~1638), Tả Nghị chính, tước Tân Phong Phủ viện quân (新豊府院君), thụy Văn Trung công (文忠公).
  - Thân mẫu: An Đông Kim thị (安東金氏), tước Vĩnh Gia Phủ phu nhân (永嘉府夫人), là con gái của Phán Đôn Ninh phủ sự, tặng Lãnh nghị chính Kim Thượng Dung (金尙容, 1561~1637) và tặng Trinh Kính phu nhân An Đông Quyền thị (安東權氏).
    - Anh trai: Trương Thiện Trừng (張善澂, 1614~1678), Lễ tào Phán thư, tước Phong Dương quân (豊陽君), thụy Chính Trang công (正莊公).

## Hậu duệ
1. Trưởng nữ, Thục Thận công chúa (淑愼公主), mất sớm.
2. Thứ nữ, Thục An công chúa (淑安公主; 1636~1697), hạ giá Ích Bình quân Hồng Đắc Ki (洪得箕, 1635~1673).
3. Tam nữ, Thục Minh công chúa (淑明公主; 1640~1699), hạ giá Thanh Bình úy Thẩm Ích Hiện (沈益顯, 1641∼1683).
4. Trưởng tử, Triều Tiên Hiển Tông.
5. Tứ nữ, Thục Huy công chúa (淑徽公主, 1642~1696), hạ giá Dần Bình úy Trịnh Tề Hiền (鄭齊賢, 1642~1662).
6. Ngũ nữ, Thục Tĩnh công chúa (淑靜公主, 1645~1668), hạ giá Đông Bình úy Trịnh Tái Luân (鄭載崙, 1648~1723).
7. Lục nữ, Thục Kính công chúa (淑敬公主, 1648~1671), hạ giá Hưng Bình úy Nguyên Mộng Lân (元夢麟, 1648~1674).
8. Thứ tử, chết sớm.
9. Tam tử, chết sớm.